# Bammental
Bammental – gmina w Niemczech, w kraju związkowym Badenia-Wirtembergia, w rejencji Karlsruhe, w regionie Rhein-Neckar, w powiecie Rhein-Neckar, wchodzi w skład związku gmin Neckargemünd. Leży około dziesięciu kilometrów od Heidelbergu, przy drodze krajowej B45.
Miejscowością partnerską Bammentalu jest Vertus we Francji.

## Położenie

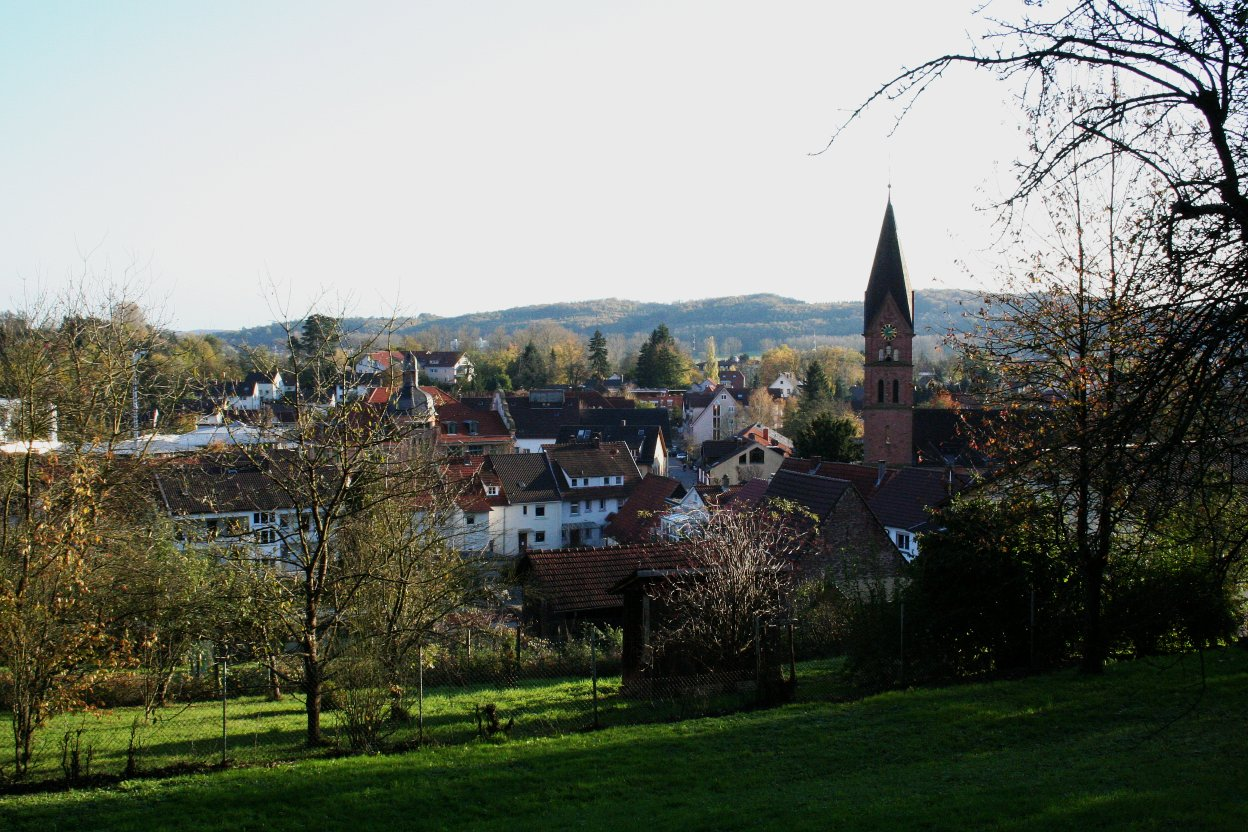
Bammental

Bammental położony jest wśród zalesionych wzgórz, w dolinie niewielkiej rzeki Elsenz. Leży na południowy wschód od stolicy powiatu – Heidelbergu.

## Historia
Pierwsze pisemne wzmianki o miejscowości pochodzą z roku 769. W tzw. Codex Laureshamensis, po polsku znanym jako Kartularz z Lorsch autor umieścił dzisiejszą dzielnicę Reilsheim pod nazwą Risolfesheim. Kolejny raz Bammental pojawia się w źródłach w roku 1016. Wówczas to wieś została przekazana jako darowizna. Od połowy XIX wieku miasto znacznie zaczęło się rozbudowywać. W wyniku nagłego rozwoju miasta zaczęły się zacierać granice między dzielnicami.

## Wójtowie i burmistrzowie

### Sołtysi[2]
- 1325 – Konrad (Conrad)
- 1439 – Hanns Bersich
- 1495 – Hans Kühnle
- 1506 – Hans Gaul (Kaull)
- 1516 – Hans Seifert (Syfert)
- 1532–1554 – Fritz Obert
- 1554–1569 – Friedrich Zimmermann
- 1582–1595 – Friedrich Klingmann
- 1654 – Hans Leonhard Fromm (Frum)
- 1664–1669 – Hans Valentin Reinhard (Velten Rennert)
- 1669–1671 – Hans Wilhelm Gompenhaus (Kumpenhanß)
- 1674 – Hans Leonhard Fromm
- 1680–1702 – Hans Stephan Hossmann
- 1707–1726 – Georg Ganshorn (Gansshorn)
- 1729–1730 – Mathias Buschlaeger
- 1730–1731 – Hans Stephan Heid (Heyd)
- 1731–1735 – Bernhard Ganshorn
- 1735–1748 – Georg Michael Haeusser (Heisser, Heuser)
- 1748–1754 – Matthaeus Schneckenberger
- 1755–1776 – Johann Friedrich Roesch
- 1776–1790 – Caspar Harth
- 1790–1798 – Johann Heinrich Schneckenberger
- 1799–1824 – Mathias Sigmund (od roku 1810 jako wójt)

### Wójtowie[2]
- 1824–1826 – Georg Jakob Fromm
- 1826–1828 – Georg Heid
- 1828–1832 – Adam Hoffmann (od roku 1831 jako burmistrz)

### Burmistrzowie[3]
- 1832–1835 – Philipp Ganshorn
- 1835–1837 – Christian Hoffmann
- 1837–1848 – Leonhard Fromm
- 1848–1850 – Jakob Sigmund
- 1850–1874 – Leonhard Fromm
- 1874–1893 – Johann Friedrich Ziegler
- 1893–1903 – Johann Schenzel
- 1903–1914 – Phillipp Christian Rösch
- 1914–1919 – Friedrich Winnewisser
- 1919–1928 – Jakob Ziegler
- 1928–1933 – Emil Müller
- 1933–1944 – Heinrich Lämmler
- 1944–1945 – Heinrich Hoffmann
- 1945–1954 – Wilhelm Hessenauer
- 1954–1975 – Erich Heddenauer
- 1976–1994 – Herbert Echner
- 1994–2010 – Gerhard Vogel
- od 2010 – Holger Karl

## Architektura

### Zabytki i budynki historyczne
Przy Wiesenbacherstrasse 6 stoi zbudowany w 1728 roku budynek z umieszczonym na ścianie szczytowej herbem barona von Babo. W centrum miasta znajduje się zbudowany w latach 1905–1907 przez Josefa Schmiedra secesyjny ratusz, który do lat 50. XX wieku pełnił funkcję szkoły. W miejscowości zachowały się dwie wieże strażnicze: tzw. Reilsheimer Dörndl z 1774 roku przy Schulstrasse, oraz Bammentaler Dörndl z 1773 roku przy Hauptstrasse, tuż przy starym ratuszu. Ów ratusz jest też zresztą zabytkiem, który swoją funkcję pełnił przez ponad sto lat (od 1851 do 1956 roku). W dzielnicy Reilshheim stoi najcenniejszy zabytek Bammentalu, datowany na rok 1592/1593 dom ryglowany zbudowany przez Thomasa Webera. Budynek posiada bogato rzeźbione ściany boczne oraz wykusz. Wcześniejszy ryglowany budynek jego rąk z 1595 roku znajduje się przy Hauptstrasse 12. Poza tym podobne warte uwagi są domy przy Oberdorfstrasse 3 (z 1729 r.) i Oberdorfstrasse 17. Na starym cmentarzu stoi filar z 1921 roku poświęcony poległym bohaterom podczas I wojny światowej.

### Heimatmuseum
Miejscowe muzeum powstało dzięki mieszkańcom Bammentalu, którzy przeznaczyli do niego przedmioty oraz wyposażyli, a także odrestaurowali.

### Kościoły
W Bammentalu są dwa kościoły: kościół ewangelicki i katolicki kościół św. Dionizego.
- pierwszy kościół katolicki św. Dionizego powstał w dzielnicy Reilsheim w XIII wieku[8]. Kolejny postawiono w tym samym miejscu w latach 1747–1748[8]. Kościół rozebrano w roku 1896 pozostawiając jedynie wieżyczkę (Reilsheimer Dörndl)[8]. Dzisiejszy kościół św. Dionizego z lat 1912–1913 roku znajduje się w zupełnie innej części miasta, przy Fischersberg 1. Postawiony został przez Ludwiga Meiera w stylu neobarokowym[8].
- kościół ewangelicki w stylu neoromantycznym zbudowany został według projektu Hermanna Behaghela[8] w latach 1902–1904[8]. Stoi w centrum miasta. Kościół posiada oryginalne murale i kasetony[8]. W latach 1988–1989 budynek przechodził renowacje. W kościele znajduje się krucyfiks autorstwa Petera van den Branden[4].
- Dawniej na terenie starego cmentarza stał również kościół. Została po nim tylko wieża kościelna.